# Leptura
Leptura is een geslacht van kevers uit de familie van de boktorren (Cerambycidae). De wetenschappelijke naam werd gepubliceerd in 1758 door Carl Linnaeus in de tiende editie van Systema naturae.

## Soorten
- Leptura cuprea Weber, 1801
- Leptura abdominalis (Haldeman, 1847)
- Leptura aethiops Poda, 1761
- Leptura alticola Gressitt, 1948
- Leptura ambulatrix Gressitt, 1951
- Leptura annularis Fabricius, 1801
- Leptura anthracina LeConte, 1875
- Leptura arcifera (Blanchard, 1871)
- Leptura atrimembris (Pic, 1923)
- Leptura auratopilosa (Matsushita, 1931)
- Leptura aureolella Holzschuh, 2009
- Leptura aurosericans Fairmaire, 1895
- Leptura aurulenta Fabricius, 1793
- Leptura barkamica Holzschuh, 1998
- Leptura bocakorum Holzschuh, 1998
- Leptura cordis Hayashi & Villiers, 1985
- Leptura daliensis Holzschuh, 1998
- Leptura dimorpha Bates, 1873
- Leptura duodecimguttata Fabricius, 1801
- Leptura formosomontana (Kano, 1933)
- Leptura fruhstorferi Hayashi & Villiers, 1985
- Leptura gradatula Holzschuh, 2006
- Leptura grahamiana Gressitt, 1938
- Leptura guerryi Pic, 1902
- Leptura hovorei Linsley & Chemsak, 1976
- Leptura kerniana Fall, 1907
- Leptura kubani Holzschuh, 2006
- Leptura kusamai Ohbayashi & Nakane, 1955
- Leptura latipennis (Matsushita, 1933)
- Leptura lavinia Gahan, 1906
- Leptura linwenhsini Ohbayashi N. & Chou, 2013
- Leptura longeattenuata Pic, 1939
- Leptura longipennis Statz, 1938
- Leptura masegakii (Kano, 1933)
- Leptura mimica Bates, 1884
- Leptura naxi Holzschuh, 1998
- Leptura nigroguttata (Pic, 1927)
- Leptura obliterata (Haldeman, 1847)
- Leptura ochraceofasciata (Motschulsky, 1861)
- Leptura pacifica (Linsley, 1940)
- Leptura petrorum Wickham, 1912
- Leptura plagifera LeConte, 1873
- Leptura plebeja Randall, 1838
- Leptura ponderosissima Wickham, 1913
- Leptura propinqua Bland, 1865
- Leptura quadrifasciata Linnaeus, 1758
- Leptura quadrizona (Fairmaire, 1902)
- Leptura regalis Bates, 1884)
- Leptura rufoannulata (Pic, 1933)
- Leptura rufomaculata (Fairmaire, 1895)
- Leptura semicornis Holzschuh, 2003
- Leptura sequoiae (Hopping, 1934)
- Leptura subhamata Randall, 1838
- Leptura submarginata Pic, 1920
- Leptura subtilis Bates, 1884
- Leptura taranan (Kano, 1933)
- Leptura tattakana (Kano, 1933)
- Leptura thoracica Creutzer, 1799
- Leptura wickhami Linsley, 1942
- Leptura yakushimana (Tamanuki, 1943)
- Leptura yulongshana Holzschuh, 1991
- Leptura zonifera (Blanchard, 1871)

## Synoniemen
- Macroleptura Nakane & Ohbayashi, 1957 (type: Leptura thoracica)